# シルヴァー・ン・パーカッション
『シルヴァー・ン・パーカッション』（Silver 'n Percussion）は、アメリカ合衆国のジャズ・ピアニスト、ホレス・シルヴァーが1977年11月に録音・1978年に発表したスタジオ・アルバム。

## 解説
1975年より続いてきた「シルヴァー・ン・…」シリーズの4作目で、本作よりサクソフォーン奏者がボブ・バーグからラリー・シュナイダーに交代している。本作は2部構成となっており、前半はアフリカ人に捧げられた組曲、後半は北米および南米のアメリカ先住民に捧げられた組曲である。
Michael G. Nastosはオールミュージックにおいて5点満点中3点を付け「シルヴァーの傑作は過去のものだが、彼が1970年代に発表した作品としては最良かもしれない」と評している。

## 収録曲
全曲ともホレス・シルヴァー作。
アフリカン・アセンション - African Ascension
1. パート1:ヨルバの神 - "Part 1 - The Gods of the Yoruba" - 6:08
2. パート2:マサイの太陽神 - "Part 2 - The Sun God of the Masai" - 4:06
3. パート3:ズールーの魂 - "Part 3 - The Spirit of the Zulu" - 10:10

ザ・グレート・アメリカン・インディアン・アップライジング
1. パート1:インカの邪神 - "Part 1 - The Idols of the Incas" - 5:04
2. パート2:アズテックの太陽神 - "Part 2 - The Aztec Sun God" - 7:03
3. パート3:モヒカン&グレート・スピリット - "Part 3 - The Mohican and the Great Spirit" - 6:14

## 参加ミュージシャン
- ホレス・シルヴァー - ピアノ
- トム・ハレル（英語版） - トランペット
- ラリー・シュナイダー - テナー・サクソフォーン
- ロン・カーター - アコースティック・ベース
- アル・フォスター - ドラムス
- ラジ・カマラ、ババトゥンデ・オラトゥンジ - アフリカン・パーカッション(on #1, #2)
- オマー・クレイ - アメリカン・インディアン・パーカッション(on #4, #5, #6)
- チャップマン・ロバーツ - ボイス・ディレクター、ボイス
- フレッド・ハーディ、リー・C・トーマス、フレッド・グリッパー、ロブ・バーンズ、ボビー・クレイ、ピーター・オリヴァー＝ノーマン - ボイス